# Тату и Пату
Та́ту и Па́ту (фин. Tatu ja Patu) — главные герои серии популярных в Финляндии и широко известных в Европе и России детских иллюстрированных книг, созданных в соавторстве писательницей Айно Хавукайнен и художником Сами Тойвоненом. Книги переведены и издаются во многих странах. 19 октября 2016 года состоялась премьера фильма «Подмышки с корицей, Тату и Пату!» (фин. Kanelia kainaloon, Tatu ja Patu!), режиссёром которого выступила Айно Хавукайнен.

## Внешность
Тату и Пату — братья. В книгах они выглядят, как два маленьких и похожих друг на друга мальчика: невысокого роста, с непропорционально большой головой и небольшим вихром или хохолком на, в остальном лысой, голове. Их главное отличие — цвет свитеров. Тату носит розовый, а Пату — жёлтый. И то, что Тату носит очки. Однако, несмотря на свою детскую физическую форму и возраст, в книгах они обладают незаурядными способностями. Как физическими, например, могут поднять взрослого грузного мужчину. Так и интеллектуальными — работают на сложных работах (журналистика, сыск, создают сложные приборы).
В фильме 2016 года роли братьев исполнили Антти Холма (Тату) и Рику Ниеминен (Пату), которые, наоборот, выделяются высоким ростом и атлетическим телосложением.

## История
Впервые персонажи Тату и Пату появились в серии книг про девочку Веру, живущую в Финляндии. А именно в книге 1999 года «Вера у врача» (фин. Veera lääkärissä). Как говорится в краткой аннотации, предваряющей каждую книгу серии: 
Тату, Пату и Вера — лучшие друзья. Вера считает, что Тату и Пату — замечательные ребята, но порой ведут себя немного странно. Тату и Пату приехали из Чудляндии, где всё немного по другому, не так, как у нас. Тату и Пату считают, что каждый день, проведённый вместе с Верой, полон чудес и приключений. 
Впоследствии данное представление персонажей, почти без изменений, перекочевало в собственную серию книг.

### Художественные особенности
В изобразительном плане книги о Тату и Пату (и Вере) представляют собой богато иллюстрированные издания с очень вольным и экспериментальным подходом к подаче информации. Повествование может быть подано и через традиционное текстовое изложение, которое лишь иллюстрируется, через комикс или приёмом, когда текст и иллюстрация являются равнозначными элементами повествования. Комбинация нескольких приёмов осуществляется порой в рамках одной книги.
Содержательно, несмотря на то, что книги рассчитаны на детскую аудиторию, многие детали и шутки будут в полной мере понятны только взрослому читателю. Благодаря этому, можно говорить, что чтение книг развлекает одновременно и слушающего ребёнка и читающего взрослого (при чтении вслух). Так, например, в книге «Тату и Пату идут в детский сад» встречается имперсонатор Элвиса Пресли. В книге «Тату и Пату — изобретатели» устройство «Волосоприбавитель» помогает детям участвовать в политической жизни мира (посредством создания искусственных бород, а значит — сокрытия истинного возраста и внедрения на заседания ООН). А в книге «Тату и Пату — детективы» активно используются клише «крутого детектива» и фильмов-нуар.
Персонажи Тату и Пату активно используют приём остранения. Приехавшие из далёкой страны Чудляндии (или Небывалии в ранних переводах), они воспринимают привычные и повседневные для читателя ситуации, как новые, странные и непривычные. Благодаря чему создаётся комическая ситуация. Так, например, в книге «Тату и Пату и Невероятный новый год» персонажи уверены, что на праздник принято в домах устанавливать и украшать дедов Морозов (а также не забывать их поливать), а не еловые деревья. Или в книге «Тату и Пату идут в детский сад» путают детский сад с аквапарком, и используют его инфраструктуру как развлекательную (остаются в полном восторге и положительно оценивают свой опыт посещения «аквапарка»).

### Общественная позиция
Авторы книг публично высказывают свои общественно-политические взгляды, в том числе посредством или в контексте творчества. Например, они высказывались, что слишком идиллически изобразили современное животноводство в книге «Вера на ферме» и предпочли бы её исправить. В книге «Тату и Пату — супергерои» не скрывают про-феминистской позиции. Также исследователи анализировали идеи мультикультурализма, отображённые в книгах.
В 2022 году они публично осудили вторжение России на Украину, разместив в Facebook рисунок персонажей, в стиле книги «Тату и Пату — супергерои» и сопроводив его подписями на нескольких языках: рус. Кибертату и Гиперпату — против агрессии и лжи!, укр. Фiнськi Тату i Пату — проти агрессii та брехнi!, фин. Aktiivipoika ja Mittamies — vaaryytta ja vaaristeylya vastaan, англ. Active Boy and Measure Man — taking a Stand against injustice and misinformation.

## Список книг
Список книг, в которых встречаются персонажи, насчитывает больше двух десятков. Не считая различной дополнительной игровой продукции вроде книг-игрушек и тетрадей с заданиями.

### Серия про Веру
1. «Вера у врача» (фин. Veera lääkärissä, 1999), русский перевод Анны Сидоровой, «Речь», 2019.
2. «Вера на колёсах» (фин. Veera ja menopelit, 2000)
3. «Вера на ферме» (фин. Veera ja maatalon eläimet, 2001)
4. «Вера на кухне» (фин. Veeran keittiöpuuhat, 2002); русский перевод Анны Сидоровой, «Речь», 2019.

### Серия про Тату и Пату
1. Тату и Пату в Хельсинки (Tatu ja Patu Helsingissä).
2. Тату и Пату в детском саду (Tatu ja Patu päiväkodissa) (русский перевод Анны Сидоровой, «Мир детства медиа», 2011)
3. Тату и Пату − изобретатели (Tatun ja Patun oudot kojeet) (русский перевод Анны Сидоровой, «Мир детства медиа», 2009, переиздана издательством «АСТ» под названием «Книга невероятных изобретений», 2014)[7]
4. Тату и Пату идут на работу (Tatu ja Patu työn touhussa) (русский перевод Анны Сидоровой, «Мир детства медиа», 2010, переиздана издательством «АСТ» под названием «Какие бывают профессии», 2015)
5. Тату и Пату. Это Финляндия (Tatun ja Patun Suomi)
6. Тату и Пату: инструкция по засыпанию (Tatun ja Patun outo unikirja) (русский перевод Анны Сидоровой, «Мир детства медиа», 2011)
7. Тату и Пату и их странная азбука (Tatun ja Patun oudot aakkoset)
8. Тату и Пату — супергерои (Tatu ja Patu supersankareina) (русский перевод Анны Сидоровой, «Мир детства медиа», 2012)
9. Тату и Пату. Космические приключения (Tatun ja Patun avaruusseikkailu)
10. Тату и Пату во дворе (Tatu ja Patu pihalla)
11. Тату и Пату: невероятные приключения во времени (Tatun ja Patun kummat keksinnöt kautta aikojen) (2013)
12. Тату и Пату, за стол! (Tatu ja Patu, syömään!) (2014)
13. Тату и Пату и невероятный Новый год[c] (Tatun ja Patun ihmeellinen joulu, 2015); русский перевод Анны Сидоровой, «Речь», 2018
14. Tatu ja Patu etsivinä — Tapaus Puolittaja (2016)
15. Tatun ja Patun ällistyttävä satukirja (2017)
16. Tatu ja Patu, elämä ja teot (2018)
17. Tatu ja Patu, kauhea Hirviö-hirviö ja muita outoja juttuja (2019)
18. Tatu ja Patu — Kovaa menoa kiskoilla (2020)
19. Tatu ja Patu kesäleirillä (2021)
20. Tatu ja Patu — Paikoillenne, valmiit, hep! (2024)

### Дополнительная серия
- Многофункциональная записная книжка Тату и Пату (Tatun ja Patun monitoimimuistikirja)
- Книга друзей Тату и Пату (Tatun ja Patun kaverikirja)
- Тату и Пату и наш ребёнок (Tatu ja Patu ja meidän vauva)

## Награды
Айно Савукайнен и Сами Тойвонен в 2007 году получили премию Finlandia Junior за книгу «Тату и Пату. Это Финляндия». В 2010 году книжная серия о Тату и Пату была удостоена премии «Тиетопёллё» (фин. Tietopöllö) союза авторов научно-популярной литературы (фин. Suomen tietokirjailijat) за популяризацию научных знаний среди детей.

### Комментарии
1. ↑  Корица, в данном случае, используется персонажами, как дезодорант. Общая канва фильма опирается на события книги «Тату и Пату и невероятное Рождество» (в русском переводе — ... и невероятный Новый год), где описывается подобное применение специи.
2. ↑  Кибертату и Гиперпату — альтер эго Тату и Пату из книги «Тату и Пату — супергерои». В оригинале их называют Активный Мальчик и Обмерщик.
3. ↑  В этой книге вновь появляется Вера